# Two-Fisted Rangers
Two-Fisted Rangers is een Amerikaanse western uit 1939 onder regie van Joseph H. Lewis.

## Verhaal
Thad Lawson wil wraak nemen voor de moord op zijn broer, die sheriff was in Oak Valley. Hij hoort dat Jack Rand meer van de moord af weet. Als Rand een krantenuitgever laat vermoorden, bedenkt Thad een hinderlaag om Rand en zijn handlangers uit te schakelen.

## Rolverdeling
| Acteur            | Personage          |
| ----------------- | ------------------ |
| Charles Starrett  | Thad Lawson        |
| Iris Meredith     | Betty Webster      |
| Bob Nolan         | Bob                |
| Kenneth MacDonald | Jack Rand          |
| Dick Curtis       | Dirk Hogan         |
| Hal Taliaferro    | Sheriff Jim Hanley |
| Bill Cody jr.     | Sliver             |
| Pat Brady         | Pat                |
| Hugh Farr         | Hugh               |
| Karl Farr         | Karl               |
| Lloyd Perryman    | Lloyd              |
| Tim Spencer       | Tim                |